# Drentsi
Drentsi (bulgariska: Дренци) är ett distrikt i Bulgarien.   Det ligger i kommunen Obsjtina Venets och regionen Sjumen, i den nordöstra delen av landet, 300 km öster om huvudstaden Sofia.
Trakten runt Drentsi består till största delen av jordbruksmark. Runt Drentsi är det ganska glesbefolkat, med 24 invånare per kvadratkilometer.